# Max Hieber (Verleger)
Max Hieber (* 27. April 1856 in München; † 24. Oktober 1913 ebenda) war ein deutscher Musikalienhändler, Musikverleger und Gründer des Max Hieber Musikverlages mit Schwerpunkt Münchner und Bayerische Musik.

## Leben
Max Hieber wurde am 27. April 1856 als Sohn des Musikdirektors am königlichen Kadetten-Corps Ulrich Hieber (um 1820–1899) geboren.
Am 20. Oktober 1884 gründete er am Marienplatz in München eine Musikalienhandlung mit angeschlossenem Musikverlag, die am 2. Januar 1885 in das Münchener Handelsregister eingetragen wurden.
Mit der Anschaffung einer Handdruckmaschine begann 1889 Hiebers eigentliche Verlagsproduktion. Er widmete sie besonders der Volksmusikforschung  und -pflege, weil bayerische Volksmusik seinerzeit von überregionalen Musikverlagen nicht gedruckt wurde.
Hieber heiratete 1884 seine erste Ehefrau Karolina, die 1888 starb. Hiebers zweite Ehefrau Anna geb. Fridrich brachte 1898 den Sohn Adolf Hieber zur Welt, der später das Unternehmen weiterführte und 1956 zweiter Bürgermeister von München wurde.
Max Hieber starb am 24. Oktober 1913 in seiner Heimatstadt. Er wurde auf dem Münchener Waldfriedhof begraben (Grabstelle: Alter Teil, 073-W-6).
Der Verleger Max Hieber ist nicht zu verwechseln mit dem Geiger, Hofmusiker und Professor an der Akademie der Tonkunst Max Hieber (1852–1914), mit dessen Biographie er in manchen Darstellungen vermischt wird.